# Stormi Henley
Stormi Bree Henley, née le 6 décembre 1990, est une chanteuse, actrice, miss et mannequin américaine. À l'âge de 18 ans,  elle a été couronnée Miss Teen USA en 2009, après avoir déjà remporté le titre de Miss Tennessee Teen USA la même année.

## Biographie
Née à Crossville, dans le Tennessee, Stormi Henley est la fille de Kip et Sissi Henley. Elle a une sœur nommée Darbi Henley. Elle est diplômée en 2009 du lycée Cumberland County High School en 2009 et a représenté son école aux compétitions de golf régionales.
Elle participe à la saison 10 d'American Idol.
Stormi a une fille, Gravity Blue Smith (née le 27 juillet 2017), avec son ex-partenaire, le mannequin Lucky Blue Smith.
Elle est en couple avec Joe Jonas depuis mars 2024.

## Filmographie

### Cinéma
- 2015 : Midland (court-métrage) : Chelsea
- 2016 : Shiny (court-métrage)
- 2016 : 2307: Winter's Dream : Sara
- 2021 : Hot Water : Summer

### Télévision
- 2015 : Brooklyn Nine-Nine : Dvora (saison 3 épisode 3)

### Jeux vidéo
- 2021 : Fate Dangerous Ride & Wide 16 : Letty Black (voix)
- 2022 : La Casa De Papel : The Heist : Sylvia (voix)

Prochainement
- 2023 : Fate Dangerous Ride & Wide 17 : Letty Black (voix)

### Clips vidéos
- 2018 : Boy Afraid de Saro : la Bonne Fée
- 2018 : Sardonic de Saro